# Mona Simpsonová
Mona Janet Simpsonová (rozená Olsenová) je fiktivní postava z amerického animovaného seriálu Simpsonovi.
Její dabérkou v původním znění je od 7. řady seriálu Glenn Closeová, jejíž výkony v této roli byly kritikou dobře přijaty, a server IGN ji označil za jednu z 25 nejlepších hostujících hvězd seriálu. 
Mona byla odcizenou manželkou Abea Simpsona, tchyní Marge Simpsonové a matkou Homera Simpsona. V epizodě Babička bylo zjištěno, že Homer věřil, že jeho matka je mrtvá, což mu jeho otec Abe nalhal, zatímco ve skutečnosti byla na útěku před zákonem poté, co sabotovala laboratoř pana Burnse pro biologickou válku. Mona se poprvé objevila ve 2. řadě v retrospektivě v dílu Ach, rodný bratře, kde tě mám? Vrátila se v 7. řadě, kde se poprvé objevila v hlavní roli v epizodě Babička, a velkou roli měla také v dílu Návrat nezdárné matky. Postava se znovu objevila v 19. řadě v dílu Má máma Mona, ve kterém zemřela. Její snová verze inspirovaná filmem Počátek se objevila ve 23. řadě v dílu Jak jsem prospal vaši matku. V epizodě Letecký hrdina je odhaleno, že se s Abem seznámila, když byla servírkou v kantýně a on překonal zvukovou bariéru, aby na ni udělal dojem. 
Postava je pojmenována po bývalé manželce scenáristy Richarda Appela, americké spisovatelce (a biologické sestře Steva Jobse) Moně Simpsonové. Inspirací pro postavu je Bernardine Dohrnová z Weather Underground.

## Životopis
Mnoho podrobností z Monina života není známo, ale různé střípky jejího příběhu byly odhaleny. Mona byla poprvé zmíněna v první řadě a dvakrát se objevila v krátké retrospektivě, ale poprvé významněji v dílu Babička, v němž se ukazuje, že v 60. letech byla ženou v domácnosti, která žila se svým manželem Abrahamem Simpsonem a Homerem, jenž byl v té době dítě. Zapojila se do hnutí hippies poté, co její přesvědčení zažehlo spatření dlouhých vlasů Joea Namatha během třetího Super Bowlu.
Mona se brzy poté stala politickou aktivistkou a při jedné akci se skupinou dalších aktivistů protestujících proti výzkumu bakterií vstoupila do laboratoře Montgomeryho Burnse a zničila všechny pokusy s biologickými zbraněmi. Když parta utekla, zůstala, aby pomohla padlému Burnsovi, který jí na oplátku přísahal, že ji nechá do konce života zavřít do vězení. Od té noci byla Mona nucena opustit svou rodinu a utéct. Abe lhal a tvrdil, že Mona zemřela, když byl Homer v kině, aby ho ušetřil traumatu, že jeho matka je hledaná zločinka. 27 let se Homer domníval, že jeho matka je mrtvá. S Monou se náhodně shledává v dílu Babička poté, co předstíral vlastní smrt, aby dostal volno v práci, a Mona navštívila jeho údajný hrob. Přešťastný z jejich shledání přivede Monu domů, aby se seznámila s jeho rodinou. Mona nejprve neprozradí, kde se nachází, a tráví čas doháněním rodiny, ale je nucena odhalit svou minulost. Později se vydává s Homerem na poštu, kde pan Burns pozná její tvář a s pomocí FBI ji vypátrá. Díky tipu, který dá Homerovi náčelník Wiggum, se však Moně podaří uniknout. Wiggum je Moně vděčný, protože jeho astma bylo vyléčeno „antibiotickou bombou“, kterou její skupina odpálila při infiltraci laboratoře, což mu umožnilo vstoupit do policejního sboru. Mona je nucena znovu se dát na útěk, řekne Homerovi, že ho miluje, a uteče do podzemí.
V dílu Šťastná doba hippies se ukazuje, že Mona kdysi strávila nějaký čas v komuně se dvěma hippies, Sethem a Munchiem, poté, co se život s Abrahamem stal nesnesitelným. Je také silně naznačeno, že byla Abrahamovi nevěrná. V epizodě Čí je vlastně Homer? dlouho ztracený dopis prozrazuje, že Mona měla poměr s plavčíkem Masonem Fairbanksem, což Homera vede k falešnému přesvědčení, že by ve skutečnosti mohl být jeho skutečným otcem. 
V díle Návrat nezdárné matky objeví Homer tajný vzkaz, jenž mu byl zanechán v novinách a který mu říká, aby se vydal na určité místo. Tam Homer najde Monu, která mu vysvětlí, že se musela vrátit poté, co viděla makarónové pouzdro na tužky, které pro ni Homer vyrobil, když mu bylo pět let. Je dopadena policií a postavena před soud za zločin, který spáchala. Díky Homerovu srdceryvnému svědectví je zproštěna viny. Pan Burns je tím rozzloben a nechá ji uvěznit za drobné obvinění, že se do národního parku zapsala pod falešným jménem (Anita Bonghitová). Když je převážena do vězení, Homer se ji pokusí vysvobodit z vězeňského autobusu, ale honička skončí zřejmě její smrtí, když autobus sjede z útesu a přistane ve vodě, kde exploduje a spustí kamennou lavinu, která ji pohřbí. Ve skutečnosti se jí podařilo těsně uniknout ještě předtím, než autobus sjel ze skály, a je stále na útěku.
Mona se vrací v díle Má máma Mona, aby se pokusila dohnat ztracený čas s Homerem, ale ten to naštvaně odmítá s tím, že ho zase jen opustí. Homer se cítí provinile, že se na ni zlobí, a snaží se s ní usmířit. Vtom ale Mona zemře. Pak se Homer cítí daleko provinileji a udělá něco, o co ho požádala. Je zpopelněna a podle její závěti má Homer její popel hodit na horu, kde naruší naváděcí systém raket, které by zdevastovaly amazonský prales, což opět zosnoval Burns. Ačkoli je Homer zklamaný, že to poslední, o co ho matka požádala, byl „další protest hippies“, úspěšně zastaví odpálení a omylem způsobí výbuch, který zničí odpalovací zařízení, což představuje Monino konečné vítězství, a to prostřednictvím její rodiny a nad všemi věcmi, za které celý život bojovala. Ujištěn Lízou, že Mona bude díky jeho hrdinství žít navždy, Homer znovu vypustí matčin popel.
Mona se krátce vrací v dílu Jak jsem prospal vaši matku, kde zachraňuje rodinu v Homerově snu a říká, že žije dál v jeho snech. V této epizodě je odhaleno, že pár týdnů předtím, než Homera jako dítě opustila, se Homer s dědou vydali na rybářský výlet, který byl neúspěšný, protože se jim převrátila loď. Homer později pocítí vinu a domnívá se, že tento incident přiměl Monu, aby opustila jeho i jeho otce. Mona vyřeší Homerův problém tím, že mu řekne, že rybářský výlet nikdy nehrál roli v jejím odchodu. 

## Postava

### Vytvoření
Mona Simpsonová je poprvé zmíněna v 1. řadě v dílu Taková nenormální rodinka, kde Homer vzpomíná na svou matku, která mu říká, že je „velké zklamání“. Později se objevila ve dvou krátkých retrospektivách v dílech Ach, rodný bratře, kde tě mám? (2. řada) a Dědeček versus sexuální ochablost (6. řada); v obou případech ji namluvila Maggie Roswellová.
Poprvé se Mona výrazněji objevila v epizodě 7. řady Babička. Epizodu navrhl Richard Appel, který se zoufale snažil vymyslet nápad na příběh a rozhodl se udělat něco o Homerově matce. Mnozí tvůrci byli překvapeni, že epizoda o Homerově matce do té doby nevznikla. Autoři využili epizodu jako příležitost k vyřešení několika hádanek týkajících se seriálu, například odkud se vzala Lízina inteligence.
Postava je pojmenována po tehdejší manželce Richarda Appela, kterou je spisovatelka Mona Simpsonová. Inspirací pro postavu byla Bernardine Dohrnová z Weather Underground, i když autoři přiznávají, že jejímu popisu odpovídá několik lidí. Její zločin byl záměrně tím nejméně násilným zločinem, který scenáristy napadl, protože nikomu neublížila a byla dopadena jen proto, že se vrátila, aby pomohla panu Burnsovi.
Mona Simpsonová byla nakreslena tak, aby měla ve tváři něco málo z Homera, například tvar horního rtu a nosu. Došlo k několika změnám v designu, protože se z ní režiséři snažili udělat atraktivní starší a mladší ženu, ale přesto „simpsonovskou“.

### Hlas
Glenn Closeová byla k namluvení postavy v dílu Babička přesvědčena částečně kvůli Jamesi L. Brooksovi. Její první představení režíroval Josh Weinstein. Když Mona nastupuje do dodávky, její hlas namluvila Pamela Haydenová, protože Glenn Closeová nedokázala správně vyslovit „D'oh!“, a tak použili původní stopu nahranou Haydenovou. Postava má také mluvený výstup v dílu 10. řady Šťastná doba hippies, v němž Monu namluvila Tress MacNeilleová.
V českém znění dabovala Monu Simpsonovou od 7. do 19. řady Jana Postlerová a od 23. řady ji namlouvá Ludmila Zábršová-Molínová. 

## Přijetí
Glenn Closeová byla jako hlas Mony dobře přijata. Server IGN.com zařadil Closeovou za její první dvě vystoupení v roli Mony na 25. místo mezi nejlepšími hostujícími hvězdami v historii seriálu. V roce 2007 ji časopis Entertainment Weekly označil za jednu ze „14 hostujících hvězd, jejichž vynikající výkony v televizi nás nutí přát si, aby se objevily ve Simpsonových ve filmu 2“. V roce 2008 časopis Entertainment Weekly rovněž označil Closeovou za jednu z 16 nejlepších hostujících hvězd Simpsonových. Server Phoenix.com umístil Closeovou na druhé místo svého seznamu 20 nejlepších hostujících hvězd Simpsonových. Server Star News Online uvedl Closeovou jako jeden ze 400 důvodů, proč miluje Simpsonovy. Closeová se rovněž objevila na seznamu 25 nejoblíbenějších hostujících hvězd Simpsonových, který sestavila společnost AOL. Robert Canning z IGN napsal, že Closeová „nám dala sladký hlas Mony Simpsonové. Perfektně se hodí, dokáže předat láskyplný, mateřský tón a zároveň přesvědčit diváky, že je svéhlavá hippie aktivistka.“
Babička je jednou z nejoblíbenějších epizod Billa Oakleyho a Joshe Weinsteina, protože je podle nich dokonalou kombinací skutečných emocí, dobrých vtipů a zajímavého příběhu, a vyjádřili lítost nad tím, že ji nepředložili k ocenění cenou Emmy v kategorii vynikající animovaný pořad (za pořad kratší než jedna hodina). Návrat nezdárné matky získal v roce 2004 nominaci na Cenu Sdružení amerických scenáristů v kategorii animovaných pořadů. Robert Canning ji označil za „těžkopádnou a nucenou a ne moc vtipnou“, ale přesto jí dal hodnocení 7/10. Richard Keller díl označil za slušnou epizodu, ale pohrdl Moniným krátkým vystoupením.